# 12709 Берґен оп Зом
12709 Берґен оп Зом (12709 Bergen op Zoom) — астероїд головного поясу, відкритий 15 листопада 1990 року.
Тіссеранів параметр щодо Юпітера — 3,351.